# Trans Link Systems

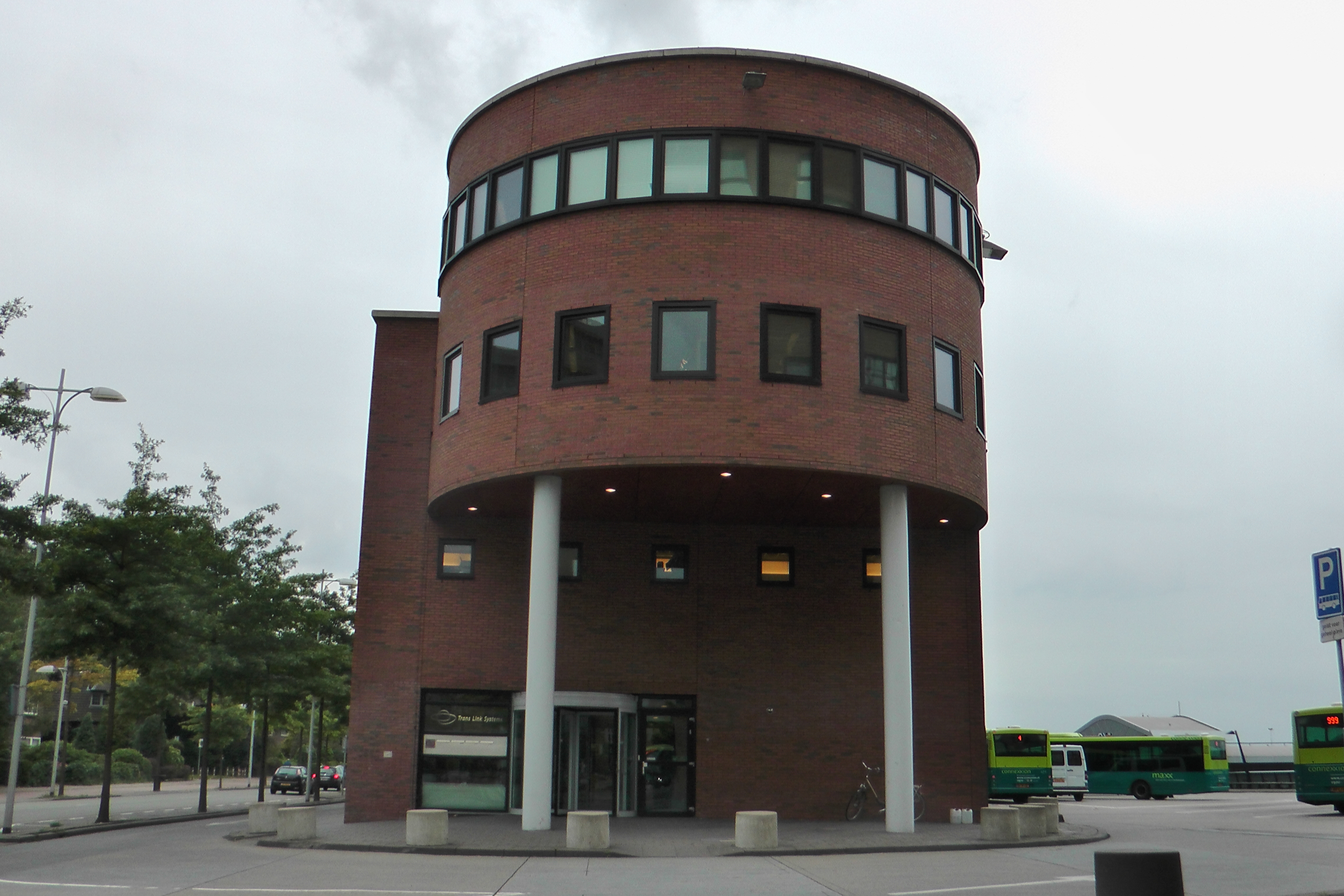
Hoofdkantoor nabij station Amersfoort Centraal

Trans Link Systems (Translink, TLS) is uitgever van de Nederlandse ov-chipkaart en verwerker van alle transacties in het openbaar vervoer, waaronder ook die met het sinds 2022 bestaande OVpay.

## Geschiedenis
Het bedrijf is in 2001 opgericht als een joint venture door de vijf grootste openbaarvervoerbedrijven: Connexxion, GVB, HTM, NS en RET. Deze bedrijven hebben samen TLS opgericht om één elektronisch betaalsysteem in het Nederlandse openbaar vervoer te realiseren: de ov-chipkaart. TLS treedt tevens op als clearinghouse tussen de verschillende deelnemende partijen en is mede verantwoordelijk voor het functioneren van het ov-chipkaartsysteem.
Connexxion is op 19 september 2008 uit TLS gestapt, omdat TLS om een nieuwe investering vroeg en Connexxion niet zowel deelnemer als afnemer wil zijn. De verdeling van aandelen sindsdien was; NS (68,75%), GVB (12,5%), RET (12,5%) en HTM (6,25%).
Sinds 1 januari 2016 zijn alle tien openbaarvervoerbedrijven (Arriva, Connexxion, EBS, GVB, HTM, NS, Qbuzz, RET, Syntus, Veolia) lid van de Coöperatie Openbaar Vervoerbedrijven en daarmee gezamenlijk 100% eigenaar van TLS. De Coöperatie wil het betalingsverkeer in het openbaar vervoer beter, sneller en goedkoper maken.

## Kritiek
Begin 2008 werd de ov-chipkaart gehackt. Als gevolg van deze beveiligingsproblemen heeft TLS haar fraudedetectiesystemen aangepast. Hierdoor is het mogelijk om een aantal fraudescenario’s beter te detecteren.
In januari 2011 zijn fraudetools in omloop gebracht. Hiermee is het frauderen toegankelijker gemaakt door het schrijven van gebruiksvriendelijke Windows-software. TLS heeft naar aanleiding van het kraken van de kaart diverse maatregelen genomen om misbruik tegen te gaan.
Eind 2017 bleek uit onderzoek dat de kaart van een waardering van 8,1 naar 8,2 ging.